# Mangagoulack
Mangagoulack est un village du Sénégal situé en Basse-Casamance (Boulouf). C'est le chef-lieu de la communauté rurale de Mangagoulack, dans l'arrondissement de Tendouck, le département de Bignona et la région de Ziguinchor.
Lors du dernier recensement (2002), la localité comptait 739 habitants et 103 ménages.